# (4921) Volonté
4921 Volonte (1980 SJ) – planetoida z grupy pasa głównego asteroid okrążająca Słońce w ciągu 3,75 lat w średniej odległości 2,41 j.a. Odkryta 29 września 1980 roku.